# Schleim-Keim
Schleim-Keim oder Schleimkeim war eine DDR-Punkband aus Stotternheim bei Erfurt. Die Band wurde 1980 von den Brüdern Dieter „Otze“ und Klaus Ehrlich mit Andreas „Dippel“ Deubach gegründet. Bis zum Mauerfall spielten sie hauptsächlich in Kirchen und gehörten zum musikalischen Untergrund der DDR. 1996 löste sich die Band schließlich auf.

## Geschichte
Ende 1981 erfolgte der erste Auftritt bei der Veranstaltung „Werkstatt der Offenen Arbeit“ (damals noch „Gesprächskreis der Offenen Arbeit des Ev. Kirchenkreises Erfurt“) im Ev. Johannes-Lang-Haus Erfurt, zusammen mit den Madmans und den Creepers aus Weimar. Weitere Auftritte erfolgten nur in Kirchen oder privaten Spielstätten. Dabei lernten die Mitglieder von Schleim-Keim den (nach der „Wende“ als Inoffizieller Mitarbeiter des Ministeriums für Staatssicherheit enttarnten) Schriftsteller und Musiker Sascha Anderson, damals Sänger der Ost-Berliner Band Zwitschermaschine, kennen. So kam die Beteiligung an der LP DDR von unten als Sau-Kerle (SK) zustande. Anderson schickte Schleim-Keim dafür Ende 1982 in ein Studio in der Nähe von Dresden. Innerhalb einer Stunde spielte die Band sieben Songs ein – der Song Spione im Café entstand spontan im Studio. IKMO „Richard“ war Otzes Deckname, als er sich 1982/83 mit Mitarbeitern der Abteilung K1 für Geld zu einem Gespräch traf. Die K1 war nach außen eine Abteilung der Kriminalpolizei. Seit 1990 ist allerdings bekannt, dass sie dem Ministerium für Staatssicherheit unterstellt war. Die Band wurde Anfang der 1980er-Jahre zum Idol von ostdeutschen Jugendlichen, denen die Bevormundung durch den Staat zuwider war.
Die LP DDR von Unten gilt als erste Punkplatte der DDR.
1984/1985 gehörte der Bassgitarrist Frank „Anthony“ Zieris von Mandata zur Band. Nachdem Klaus Ehrlich 1986 ausgestiegen war, spielte Dieter Ehrlich Gitarre. Von 1986 bis 1988 gab es häufige Besetzungswechsel: Kurzzeitig spielte Imad Abdul Majid von L’Attentat die zweite Gitarre, Andreas „Fozzy“ Link (später als Andreas von Nida bei Die Fanatischen Frisöre) saß ein Jahr am Schlagzeug. Weitere Kultauftritte gab es in Jena, wo Dieter Ehrlich sich auf der Zugfahrt als Arbeiter verkleidete, um dem MfS zu entgehen, und in einer katholischen Kirche in einem Dorf bei Erfurt. 1988 stieß dann Mario „Isegrim“ „Lippe“ Lippmann als Schlagzeuger zur Band, worauf sich der Übungsraum von Stotternheim nach Gotha verlagerte. Auch nach der Wende bestand Schleim-Keim weiter. Im Sommer 1991 stand die Band kurz vor der Auflösung, als Gründungsmitglied Andreas Deubach die Band verließ. Mit Hagen Schröder fand sich ein Ersatz.
Dieter Ehrlich tötete 1999 seinen Vater mit einer Axt und verbrachte den Rest seines Lebens in einer psychiatrischen Klinik, in der er 2005 an einem Herzinfarkt starb. Lippmann und Schröder gründeten nach dem Ende von Schleim-Keim die Grindcore-/Punk-Band Aggressive Scum.
Am 28. Dezember 2008 gaben Lippmann und Schröder unter dem Namen Schleim-Keim ein Konzert beim Punk im Pott im Exil. Weitere vereinzelte Konzertaktivitäten folgten 2009 und ab 2018, so beispielsweise 2019 in Dresden als Vorband von The Casualties.
2023 erschien der Dokumentarfilm Schleimkeim – Otze und die DDR von unten des Filmemachers Jan Heck, der auf mehreren Filmwettbewerben gezeigt wurde.

## Stil
Schleim-Keim spielten hauptsächlich sehr rauen Punk-Rock und schnellen Hardcore-Punk, wie viele DDR-Bands beeinflusst von Gruppen wie den Sex Pistols, Dead Kennedys oder Crass. Die Band entwickelte aber ihren ganz eigenen spezifischen Stil, vor allem auch dadurch, dass Dieter „Otze“ Ehrlich viele Instrumente (Gitarre, Schlagzeug) und Verstärker selbst zusammenbastelte oder modifizierte und dadurch einen extrem verzerrten, gut zu Dieter Ehrlichs charakteristischem Gesangsstil passenden Sound erfand. Spätere Stücke der Band experimentierten auch mit Elementen von Ska (Geldschein), New Wave (Mein Weg, Party im Cannabisbeet, Der Tod) und Techno (Leck mich am Arsch). Die meisten dieser Lieder stammen jedoch aus der Spätphase von Schleim-Keim und wurden teilweise von Dieter Ehrlich im Alleingang als Soloprojekt geschrieben und aufgenommen (auf Leck mich am Arsch ist z. B. außer ihm nur ein gesprochenes Sample seiner damaligen Schwägerin zu hören). Einige späte Stücke entstanden außerdem in einer Zeit, in der er die Freude am Punk größtenteils verloren hatte, sich vermehrt dem Acid House und anderen harten elektronischen Klängen zuwandte, da er hierbei weiterhin an Verzerrern und Instrumenten herumbasteln konnte und sich somit ein breites Feld an elektronischer Experimentierlandschaft erschloss. Er nannte seine eigene Band später Mülltech. Zu den Songs auf dem Tape gehören „Eine Frau wie dich“ (2. Version), „Ich bin der Tod“ und „Am Rande leben“.

## Diskografie
- 1983: DDR von unten (Split-Album mit Zwitschermaschine, unter dem Pseudonym Sau-Kerle)
- 1991: Demo ’91 (Aggressive Punk Tapes)
- 1992: Abfallprodukte der Gesellschaft (Nasty Vinyl)
- 1992: Schwarz, Rot, Gold - Nie Gewollt (EP, Höhnie Records)
- 1992: Live in der Dresdner Scheune
- 1993: Geldschein, EP
- 1994: Mach dich doch selbst kaputt – Live in Chemnitz
- 1998: Drecksau, EP (Aufnahmen ca. von 1995)
- 2000: Nichts gewonnen, nichts verloren, (Die Stotternheim-Tapes 1984–87)
- 2001: DDR von unten, Bonus-EP (Reproduktion der Saukerle-Seite der Split-LP mit Zwitschermaschine)
- 2002: Nichts gewonnen, nichts verloren Vol. 2 (Die Gotha-Tapes 1988–90)
- 2002: Leck mich am Arsch, EP
- 2018: Alles in Rot, Single

Kompilationen:
- Ausbruchsversuch Nr.1 (Trash Tape Rekords 01 1987) (1987)
- DDR Störfaktor (Aggressive Punk Tapes f*ck 01 1991) (1991)
- Erfurt-Sampler ZÄHNE 91 (1991)
- Sicher gibt es bessere Zeiten, doch diese war die unsere Vol. 2 (1992)
- Sicher gibt es bessere Zeiten, doch diese war die unsere Vol. 3 (1993)
- Punk will never die! – WORLD COMPILATION (1994)
- BRD Punk Terror Vol. 1 (1997)
- BRD Punk Terror Vol. 2 (1999)
- BRD Punk Terror Vol. 3 (2000)
- BRD Punk Terror Vol. 5 (2006)
- Auferstanden aus Ruinen – der Soundtrack zur Wi(e)dervereinigung (1999)
- Gegen Nazis Sampler
- Punk Rock BRD (Weird System)